# Motika
 Ovo je glavno značenje pojma Motika. Za slikara pogledajte Antun Motika.
Motika je jedan od osnovnih alata u poljoprivredi za kopanje i labavljenje tla. Motika je razvijena u dalekoj antici, i bila je prisutna od samog razvoja poljoprivrede. Prvi zabilježeni prikazi motike zabilježeni su u preddinastijskom Egiptu (18. stoljeće pr. Kr). Koristi se i za sadnju, voća i povrća te ručno okopavanje biljnih usjeva. 

## Dizajn
Motika se obično sastoji od dva dijela: od lista i ušice. Preko ušice motika je vezana u držalo s kojom osoba upravlja. List i ušica motike obično je izrađena od ljevanog željeza ili neke druge metalne legure. List motike je radni dio alata s kojim se obrađuje zemlja ili vrši neki rad. Oblik, veličina, i kut koji zauzima list motike prema drški motike je taj koji određuje koliko se sile može prenijeti od osobe na radnu površinu tj. zemlju. Bez obzira na varijacije u listu motike, postoje dvije vrste motika s obzirom na vrstu rada koje obavljaju:
- povlačeće
- gurajuće

Veličina motike također je važna u obavljanju rada i ovise o snazi i fizičkim osobinama osobe koja njom rukuje, a potom terenu na kojem se obrađuje (polje, vinograd, vrt) i potrebitim radnjama (okopavanje ili kopanje). Oblici kraja motike mogu biti oblaste, špicaste, u obliku srca. U Hrvatskoj uobičajene su sljedeće motike
- Brdska motika ili mala motika
- Poljska motika ili velika motika
- Vrtna motika
- Duhanska motika

## Vanjske poveznice
- Motike iz kovačnice Kraljević  Arhivirana inačica izvorne stranice od 19. veljače 2015. (Wayback Machine)